# Johann Caspar von Völcker
Johann Caspar von Völcker (auch Johann Kaspar von Völker; * 21. Januar 1655 in Lüneburg; † 10. September 1730 in Braunschweig) war ein deutscher Ingenieur, Architekt, Braunschweiger Festungsbaudirektor und Generalmajor.

## Leben
Über Völckers erste Lebensjahre ist kaum etwas bekannt. Er erhielt vermutlich in Frankfurt am Main Unterricht in Mathematik und Zeichnen. Im Jahre 1676 trat er in braunschweigische Militärdienste und wurde 1682 zum Fähnrich im Bataillon des Generalmajors und Festungsbaumeisters Tobias Schmiedeberg († 1690) ernannt.

### Studienreisen
Zwischen 1682 und 1684 bereiste er mit Genehmigung Herzog Rudolf Augusts Frankreich und die Niederlande zum Studium der Festungsbaukunst. Er besuchte die Bastionsbaustellen in Calais, Dünkirchen, Breda und Nimwegen, wo er die Befestigungsmanier Coehoorns studierte. Im lothringischen Pfalzburg lernte er den wegweisenden französischen Festungsbaumeister Vauban kennen. Im Verlauf der Reise unternahm er auch einen Abstecher nach England. Nach Braunschweig zurückgekehrt, wurde Völcker im April 1685 zum Kapitän der Artillerie, im Februar 1690 zum Major und im Oktober 1690 zum Obristlieutenant ernannt. In diesem Jahr war er an den Befestigungsplanungen für die Stadt Ratzeburg beteiligt. Seit 1691 arbeitete er als Nachfolger Schmiedebergs an den Wiederaufbauplänen für Seesen, das bei Bränden 1664 und 1673 stark zerstört worden war.

### Braunschweiger Festungsbaumeister
Ab 1692 betreute er bis zu seinem Tod 1730 den Bau der neuen Braunschweiger Bastionärbefestigungen, die erst 1740 fertiggestellt wurden. Völcker erhielt 1694 die Aufsicht über das Bauwesen der Stadt Braunschweig, welches Amt 1709 der für das Zivilbauwesen zuständige Landbaumeister Hermann Korb (1656–1735) übernahm. Völcker wurde am 20. August 1696 Schmiedebergs Nachfolger als Festungsbaumeister. Er wurde 1703 zum Oberst, 1714 zum Brigadier und 1726 zum Generalmajor ernannt. Im Jahre 1706 wurde Völcker in den Adelsstand erhoben.

### Familie
Er war mit Anna Catharina Schottelien, geb. Gieseler, verheiratet, für die es die zweite Ehe war. Mit ihr hatte er vier Kinder. Völcker hatte seinen Wohnsitz zunächst in Braunschweig, bevor er 1701/1702 in Dettum einen Ackerhof erwarb, wo er mit seiner Familie bis zu seinem Tod 1730 wohnte. Er wurde im Braunschweiger Dom bestattet, wo noch heute im südlichen Seitenschiff ein Jenner zugeschriebenes Epitaph an ihn und seine 1772 verstorbene Ehefrau erinnert.

## Werk

### Kirchen- und Profanbauten

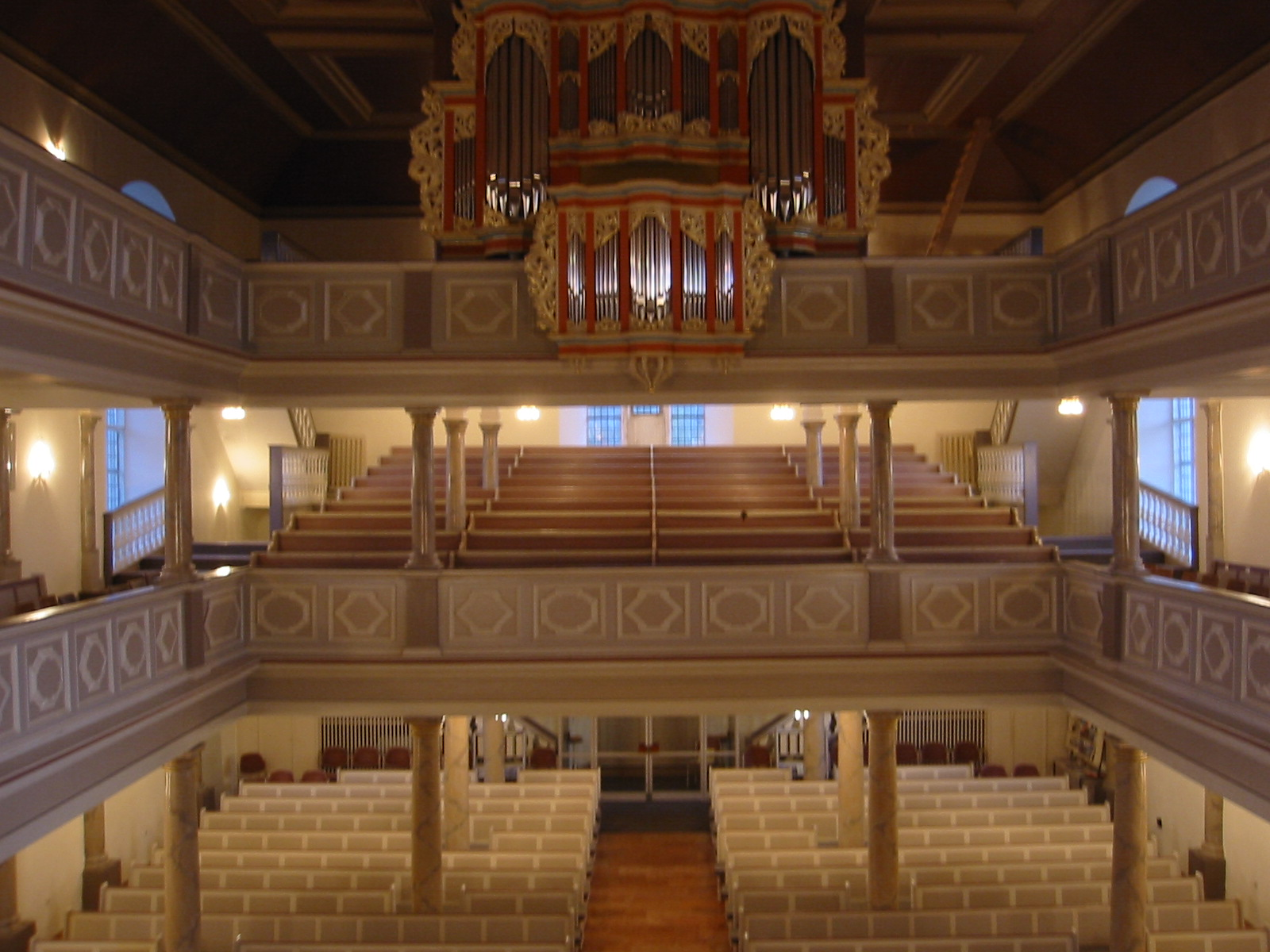
St. Andreaskirche in Seesen, erbaut 1695–1702.

Völcker entwarf die Schlosskirche St. Andreas in Seesen (1695–1702), die Pfarrkirche in Hohegeiß (1701–1705), die Schlosskirche St. Jakob in Stiege (1707–1711), die Kirche in Groß Schwülper (1709–1711) sowie die evangelische Hof- und Schlosskirche St. Maria Magdalena in Salzgitter-Salder (1713–1717). Letztere entstand im Auftrag des protestantischen Herzogs August Wilhelm als Ausdruck der „lutherischen Erneuerung“, quasi als Gegenstück zu der 1712 geweihten katholischen St. Nicolai-Kirche in Braunschweig, welche August Wilhelms zum Katholizismus konvertierter Vater Anton Ulrich gestiftet hatte.
Zwischen 1687 und 1695 war er an den barocken Umbauten der Burg Dankwarderode (Mosthaus) in Braunschweig beteiligt. Er plante einen von 1696 bis 1704 errichteten Domänenbau in Greene bei Kreiensen. Der Bau des Neuen Reithauses in Braunschweig wurde 1704 von Völcker geleitet.

### Die Braunschweiger Bastionärbefestigung

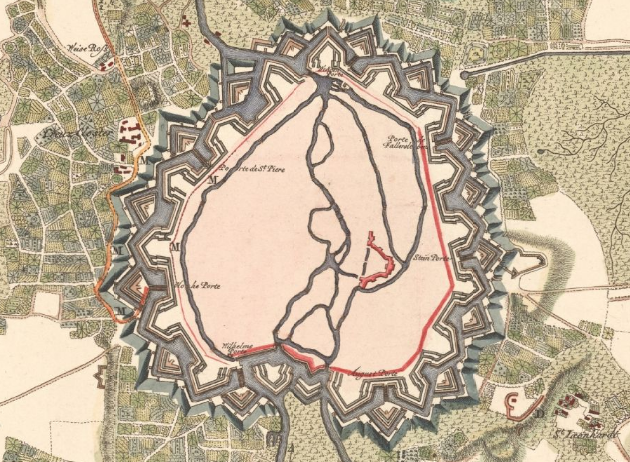
Karte der Braunschweiger Bastionärbefestigung um 1761.

Völckers umfassendstes Werk ist die Anlage der barocken Bastionärbefestigung der seit 1671 in welfischer Hand befindlichen Stadt Braunschweig. Er plante die Befestigungsbauten in niederländischer Manier, wobei man aufgrund eigenständiger Änderungen von einer „Völckerschen Manier“ sprach. Mit den Arbeiten wurde 1692 begonnen, sie waren in Völckers Todesjahr 1730 aber noch nicht vollendet, obwohl 1731 eine Medaille aus Anlass der angeblichen Fertigstellung geprägt wurde. Völckers Nachfolger Johann Georg Möring setzte den Bau bis 1740 fort, erkannte aber die Befestigungsmanier als veraltet an. Die Kriegführung ging im Laufe des 18. Jahrhunderts vom Belagerungskrieg zur offenen Feldschlacht über, so dass die überflüssigen Befestigungsanlagen bereits ab 1803 unter Leitung Peter Joseph Krahes geschleift wurden. An ihrer Stelle entstanden die noch heute erhaltenen Wallanlagen.
Die Baumaßnahmen kosteten bis zum Jahre 1741 den riesigen Betrag von 601.320 Talern und hatten einen Landverbrauch von 1,73 km² zur Folge, wodurch es zu umfangreichen Umsiedlungen kam.